# Hunter Moore
Hunter Moore (wym. [ˈhʌntər mʊr]; ur. 9 marca 1986 w Woodland) – skazany przestępca z Sacramento w Kalifornii. Magazyn „Rolling Stone” nazwał go „najbardziej znienawidzonym człowiekiem w Internecie”. W 2010 stworzył stronę internetową Is Anyone Up?, która umożliwiała użytkownikom umieszczanie w sieci zdjęć o charakterze seksualnym osób bez ich zgody. Często dołączone do nich były dane osobowe, takie jak nazwiska i adresy. Odmawiał usunięcia tych zdjęć i danych mimo żądań ofiar. Moore nazwał siebie „zawodowym rujnatorem życia” i porównał się do Charlesa Mansona. Zapłacił również hakerowi, aby włamał się na konta e-mailowe ofiar i wykradł prywatne zdjęcia.
FBI rozpoczęło śledztwo w sprawie Moore’a w 2012 po otrzymaniu dowodów od matki jednej z ofiar. Strona została zamknięta w kwietniu 2012 i sprzedana grupie zajmującej się przeciwdziałaniem przemocy. W lutym 2015 Moore przyznał się do winy w sprawie kradzieży tożsamości i udziału w nieautoryzowanym dostępie do komputera. Został skazany na dwa lata i sześć miesięcy więzienia oraz 2 tysiące dolarów grzywny.
W 2022 Netflix wypuścił trzyczęściowy dokument Najbardziej znienawidzony człowiek w Internecie. Moore początkowo zgodził się wziąć udział w serialu, lecz później odmówił.

## Dzieciństwo
Moore dorastał w Woodland w Kalifornii. Uczęszczał do Woodland Christian School, z której został wydalony.

## Is Anyone Up?
Moore założył stronę internetową w 2010. Prezentowane były na niej zdjęcia i filmy skąpo ubranych osób, które nie były profesjonalnymi modelami, z odnośnikami do ich profili w sieciach społecznościowych na Facebooku lub Twitterze.
Moore twierdził, że strona generowała 30 milionów odsłon miesięcznie, a przychód z reklam wynosił od 8 do 13 tysięcy dolarów miesięcznie. W odpowiedzi na publiczne chwalenie się przez Moore’a stroną internetową, BBC News nazwało go „najbardziej znienawidzonym człowiekiem sieci”, a „Rolling Stone” „najbardziej znienawidzonym człowiekiem w Internecie”. Jego konto na Facebooku zostało zablokowane.
Ostatecznie otrzymał liczne pozwy, a FBI wszczęło wobec niego śledztwo. Został również dźgnięty w ramię długopisem przez kobietę, której zdjęcie przedtem opublikował na swojej stronie internetowej. Ze względu na groźby śmierci, mieszkał przez pewien czas z babką, obawiając się, że zostanie zamordowany podczas snu.
19 kwietnia 2012 Moore sprzedał stronę internetową grupie antyprzemocowej prowadzonej przez byłego żołnierza Marines Jamesa McGibneya za mniej niż 12 tysięcy dolarów. Po jej sprzedaży wszystkie materiały pornograficzne zostały usunięte, a każdy, kto odwiedzał stronę, był przekierowywany na stronę Bullyville.com.

## Śledztwo FBI
Charlotte Laws, matka jednej z ofiar, postanowiła wytropić Moore’a i przeprowadziła dwuletnie śledztwo, podczas którego zebrała dowody od ponad 40 ofiar i przekazała je FBI.
W 2012 Moore i haker Charles Evens (ps. „Gary Jones”) byli podejrzani o przestępstwa związane z hakowaniem. „The Wire” stwierdził, że „przy wielu okazjach Moore płacił Evensowi, aby włamać się na konta e-mailowe ofiar i wykraść nagie zdjęcia, żeby umieścić je na stronie isanyoneup.com”. Kiedy stało się jasne dla Moore’a, że wiadomości o jego śledztwie FBI zaczynały wychodzić na światło dzienne, Moore odpowiedział: „Dosłownie, kurwa, kupię teraz bilet na samolot pierwszej klasy, zjem niesamowity posiłek, kupię broń w Nowym Jorku i, kurwa, zabiję tego, kto mówił [o śledztwie FBI]. Jestem tak wkurwiony na to. Właściwie jestem teraz wściekły.”.
Moore zagroził również spaleniem siedziby czasopisma „The Village Voice”, jeśli opublikują artykuł o śledztwie FBI. Mimo gróźb, opublikowali tę historię.

## Akt oskarżenia
23 stycznia 2014 Moore został oskarżony w sądzie federalnym w Kalifornii po aresztowaniu przez FBI pod zarzutem spisku, nieautoryzowanego dostępu do chronionego komputera i kradzieży tożsamości. Wiele z tych przestępstw zostało popełnionych w celu uzyskania nagich zdjęć ludzi wbrew ich woli.
Moore został zwolniony dwa dni później z Sacramento County Jail za kaucją w wysokości 100 tysięcy dolarów. Został zobowiązany przez prawo do usunięcia swojej strony internetowej pod nadzorem śledczych z FBI. Otrzymał zakaz korzystania z Internetu.
24 stycznia 2015, dokładnie rok po tym, jak Moore ostatni raz tweetował, na jego koncie zaczęły pojawiać się tweety sprawiające wrażenie, że wrócił do Internetu. Matka Moore’a ujawniła, że jego konto zostało przejęte lub zhakowane, a on sam nie miał nic wspólnego z tweetami.

### Przyznanie się do winy
18 lutego 2015 Moore przyznał się do winy, pomocnictwa i podżegania do hackingu, a także do kradzieży tożsamości. W związku z przyznaniem się miałby odbyć karę od dwóch do siedmiu lat więzienia i 500 tysięcy dolarów grzywny.

### Wyrok skazujący
W lutym 2015 Moore przyznał się do winy w sprawie kradzieży tożsamości oraz udziału w nieautoryzowanym dostępie do komputera. Został skazany na dwa i pół roku więzienia.
2 lipca 2015 Charles Evens przyznał się do włamania do komputera i kradzieży tożsamości, kradzieży setek zdjęć z kont mailowych kobiet i sprzedania ich Moore’owi. Groziło mu do siedmiu lat w więzieniu. Został skazany 16 listopada 2015 na ponad dwa lata więzienia i grzywnę 2 tysięcy dolarów oraz zapłatę 147,50 dolara tytułem zwrotu kosztów jednej z ofiar i 20 godzin prac społecznych.

## Wyrok za zniesławienie
8 marca 2013 założyciel Bullyville James McGibney wygrał z Moore’em proces o zniesławienie w wysokości 250 tysięcy dolarów, po tym jak Moore podobno nazwał McGibneya „pedofilem” i groził, że zgwałci jego żonę.

## Film dokumentalny
Moore i jego strona internetowa są tematem trzyczęściowego dokumentu Netflixa Najbardziej znienawidzony człowiek w Internecie.